# Leptodontoptera
Leptodontoptera là một chi bướm đêm thuộc họ Geometridae.